# It Beckons Us All.......
It Beckons Us All....... dvadeseti je studijski album norveškog black metal-sastava Darkthrone. Diskografska kuća Peaceville Records objavila ga je 26. travnja 2024.

## Popis pjesama
| 1.    | »Howling Primitive Colonies«                                   | 6:30  |
| 2.    | »Eon 3«                                                        | 5:43  |
| 3.    | »Black Dawn Affiliation«                                       | 6:11  |
| 4.    | »And in That Moment I Knew the Answer« (instrumentalna pjesma) | 3:17  |
| 5.    | »The Bird People of Nordland«                                  | 7:27  |
| 6.    | »The Heavy Hand«                                               | 4:18  |
| 7.    | »The Lone Pines of the Lost Planet«                            | 10:03 |
| 43:29 |                                                                |       |

## Recenzije
| Recenzije               | Recenzije |
| Izvor                   | Ocjena    |
| ----------------------- | --------- |
| Angry Metal Guy         | 2/5       |
| Distorted Sound         | 8/10      |
| Ghost Cult Magazine     | 9/10      |
| Metal.de                | 6/10      |
| Metal Hammer (Njemačka) | 6/7       |
| Sputnikmusic            | 2,9/5     |
| Wall of Sound           | 9/10      |

Dobio je uglavnom pozitivne kritike. U recenziji za Wall of Sound Andrew Kapper dao mu je devet bodova od njih deset napisavši da su „pjesme i rifovi moćni i plijene pozornost” te da se sastav i dalje „drži istinskog umjetničkog izražavanja i kreativnosti”. Jednaku mu je ocjenu dao i Wil Cifer u osvrtu za Ghost Cult Mag, u kojem je zaključio da je to „zasigurno najbolji album u ovom dijelu karijere” sastava. Njemačka inačica časopisa Metal Hammer dala mu je šest bodova od sedam i istaknula kako se „Darkthrone [...] naizmjenično vraća gotovo svim svojim prijašnjim poglavljima, ali bit mu je uvijek u mrklome mraku”. Gavin Brown dao mu je osam od deset bodova u recenziji za Distorted Sound, u kojoj je izjavio da je Darkthrone snimio „opak album” i da pokazuje „koliko je dosljedno kvalitetan kad je riječ o glazbi”.
Metal.de dao mu je šest bodova od njih deset uz komentar da se „neće svidjeti svakom nepcu” jer ga „obilježavaju istančan smisao za jednostavne, ali učinkovite rifove, ledena atmosfera i katkad upečatljive melodije”, ali i neobične „odluke poput 'vokala' koji u najboljem slučaju podsjećaju na dokumentarce, a u najgorem zvuče kao da ih izgovara pijanac”. Zaključio je da uradak ima mnogo prednosti i nedostataka. Sputnikmusicov recenzent Gary dao mu je 2,9 bodova od njih pet izjavivši da je „razočaranje”, da zvuči „nedovršeno ili [snimljeno] nabrzaka” te da pjesme poput „'The Heavy Hand' pokazuju da je Darkthrone uvijek imao najbolje rifove, ali cijelo iskustvo kvare vokali koji zvuče umorno i slabo, a užitak umanjuje i jednoličan tempo i struktura”. Angry Metal Guy zaključio je da je to „najmanje nadahnuta zbirka pjesama koju je grupa objavila u posljednje vrijeme” i da poneke pjesme „zvuče kao da su nabacane i potpuno lišene života”. Dao mu je dva boda od njih pet.

## Zasluge
| Darkthrone - Nocturno Culto – vokal, gitara, bas-gitara; snimanje - Fenriz – vokal, bubnjevi, gitara, bas-gitara; snimanje | Ostalo osoblje - Jack Control – mastering - Ole Øvstedal – pomoć pri snimanju - Silje Høgevold – pomoć pri snimanju - Peer Olav Kittilsen – fotografija - Zbigniew Bielak – ilustracije - Matthew Vickerstaff – dizajn |

## Ljestvice
| Ljestvica                                           | Najviša pozicija |
| --------------------------------------------------- | ---------------- |
| Austrija                                            | 14.              |
| Finska                                              | 47.              |
| Njemačka                                            | 17.              |
| Škotska                                             | 51.              |
| Švicarska                                           | 36.              |
| Ujedinjeno Kraljevstvo (Album Downloads)            | 92.              |
| Ujedinjeno Kraljevstvo (Album Sales)                | 41.              |
| Ujedinjeno Kraljevstvo (Independent Album Breakers) | 5.               |
| Ujedinjeno Kraljevstvo (Independent Albums)         | 10.              |
| Ujedinjeno Kraljevstvo (Physical Albums)            | 40.              |
| Ujedinjeno Kraljevstvo (Rock & Metal Albums)        | 4.               |